# Quercus minima
Quercus minima, pertany a la família de les fagàcies. Està dins de la secció dels roures blancs del gènere Quercus.

## Descripció
Quercus minima és un tipus de roure de rizomes. El creixement és semblant a un arbust, amb el que comunament es formen extenses colònies clonades. Les fulles són alternes, simples i senceres o amb dents irregulars o lòbuls. Els lòbuls, quan estan presents, solen ser la columna vertebral de punta. Les fulles es mantenen durant tot l'hivern, caient just abans o quan es reprengui el nou creixement a finals de l'hivern o principis de primavera.

## Distribució
És natiu als estats del sud-est dels Estats Units, des de Louisiana (possiblement a Texas), cap a l'est a Florida i cap al nord, al llarg de la plana costanera de Virgínia

## Taxonomia
Quercus minima va ser descrita per (Sarg.) Small i publicat a Bulletin of the Torrey Botanical Club 24(9): 438. 1897.
Etimologia
Quercus: nom genèric del llatí que designava igualment al roure i a l'alzina.
minima: epítet llatí que significa "de color gris".
Sinonímia
- Quercus andromeda f. nana Trel.
- Quercus geminata var. succulenta (Small) Trel.
- Quercus pygmaea (Sarg.) Ashe
- Quercus succulenta Small
- Quercus virens var. dentata Chapm.
- Quercus virginiana subsp. dentata (Chapm.) A.E.Murray
- Quercus virginiana var. dentata (Chapm.) Sarg.
- Quercus virginiana var. minima Sarg.
- Quercus virginiana var. pygmaea Sarg.[5][6]